# Liste der österreichischen Gesandten beim Heiligen Römischen Reich
Diese Seite listet die österreichischen Gesandten beim Reichstag des Heiligen Römischen Reichs zu Regensburg (1662 bis 1806). Österreich war damals Stammlande der Habsburgermonarchie. Die österreichische Gesandtschaft war, neben der böhmischen Gesandtschaft und dem Prinzipalkommissar, eine von drei habsburgische Vertretung beim Reichstag.

## Gesandte

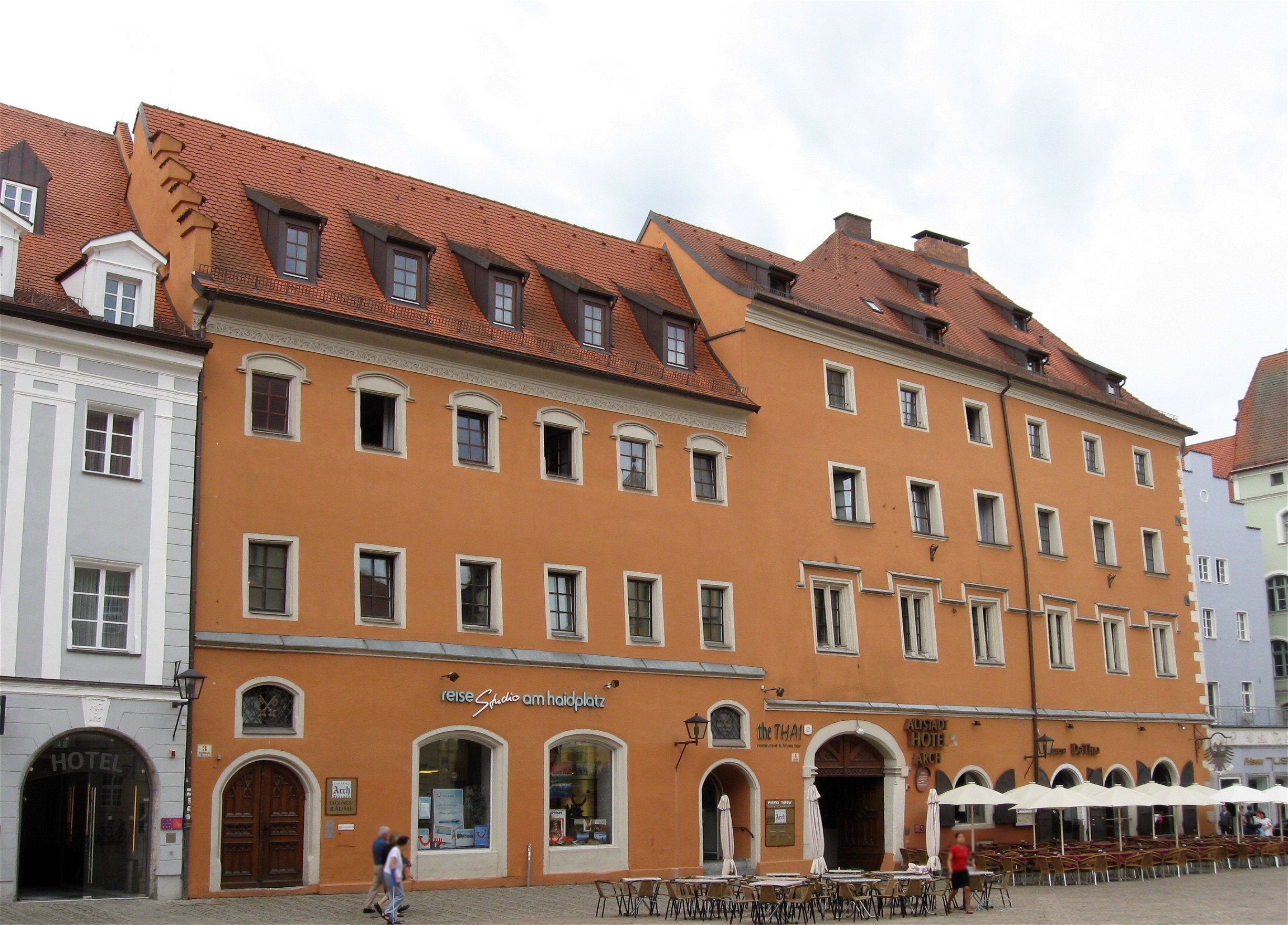
„Haus Zur Arch“ in Regensburg, Haidplatz 3–4, ehemals Österreichische Gesandtschaft (um 1797)

Liste der Österreichischen und Burgundischen Gesandten beim Immerwährenden Reichstag des Heiligen Römischen Reichs in Regensburg
| Ernennung | Akkreditierung | Name                                              | Bemerkungen / Lebensdaten  | Abberufung    |
| --------- | -------------- | ------------------------------------------------- | -------------------------- | ------------- |
|           | 22. Nov. 1662  | David Ungnad von Weissenwolff                     | 1604–1672                  | 1662          |
|           | 1662           | Johann Paul Hocher                                | 1616–1683                  | 20. Feb. 1667 |
|           | 13. Aug. 1668  | Maximilian von Sala                               |                            | 16. Sep. 1669 |
|           | 26. Sep. 1670  | Jacob Christoph Raßler von Gamerschwang           | 1605–1665                  | 16. Juni 1674 |
|           | 17. Juli 1674  | Wilhelm Balthasar von und zu Lewenfeld            | † 1685                     | 31. Aug. 1680 |
|           | 31. Aug. 1680  | Theodor Heinrich von Strattmann                   | 1637–1693                  | 1683          |
|           | 5. Mai 1686    | Johann Philipp von Lamberg                        | 1651–1712                  | 1689          |
|           | 14. Apr. 1691  | Leopold Joseph von Lamberg                        | 1654–1706                  | 12. Okt. 1699 |
|           | 8. Apr. 1703   | Ernst Friedrich von Windisch-Graetz               | 1670–1727                  | 3. Mai 1703   |
|           | 1. Dez. 1706   | Philipp Heinrich von Jodoci                       | † 1740                     | 24. März 1740 |
|           | 24. März 1740  | unbesetzt                                         |                            | 2. Sep. 1741  |
|           | 2. Sep. 1741   | Karl Joseph von Palm                              | 1698–1770                  | 29. Okt. 1745 |
|           | 4. Dez. 1745   | Marquard Paris Anton von Buchenberg zu Ullersdorf | 1701–1769                  | 21. Sep. 1769 |
|           | 21. Sep. 1769  | Joseph Gottfried von Saurau                       | 1720–1775, Geschäftsträger | 7. Dez. 1770  |
|           | 7. Dez. 1770   | Egid Valentin Felix von Borié                     | 1719–1793                  | 29. März 1793 |
|           | 29. März 1793  | Johann Sebastian von Zillerberg                   | 17??–1814, Geschäftsträger | 11. Juli 1793 |
|           | 11. Juli 1793  | Johann Aloys Josef von Hügel                      | 1753–1826                  | 23. März 1794 |
|           | 24. Apr. 1795  | Johann Rudolf von Buol-Schauenstein               | 1763–1834                  | 27. Aug. 1795 |
|           | 27. Aug. 1795  | Egid Joseph Karl von Fahnenberg                   | 1749–1827                  | 6. Aug. 1806  |

1806: Auflösung des Heiligen Römischen Reichs